# Ismail Ahmed Ismail
Ismail Ahmed Ismail (født 10. december 1984 i Khartoum, Sudan) er en sudansk atletikudøver (mellemdistanceløber), der vandt sølv på 800 meter ved OL i Beijing 2008, hvor han kun blev besejret af Wilfred Bungei fra Kenya. Han blev dermed den første sudanske medaljevinder nogensinde ved et OL.